# Carisbrooke
Carisbrooke est un village de l'île de Wight, à un kilomètre au sud-ouest de Newport.

## Histoire
Après 1106, Richard de Reviers, seigneur de Néhou, reçut d'Henri Ier la seigneurie de Sainte-Mère-Église ainsi que le patronage de l'abbaye de Montebourg, et les honneurs de Plympton (Devon), Christchurch (Dorset) et Carisbrooke.

## Lieux et monuments
Vieux fort, construit par les Bretons, ou selon d'autres par les Romains., et reconstruit sous Élisabeth Ire. Charles Ier y fut gardé comme prisonnier en 1647, et, après sa mort, ses enfants y furent détenus.